# Коршів (Коломийський район)
Ко́ршів — село в Україні, у Коломийському районі Івано-Франківської області.
Коршів — село, центр сільської ради та Коршівської ОТГ (з 30 грудня 2018 року) Коломийського району, Івано-Франківської області.
Кількість населення: 2370 житель, 886 двори (на початок 2019 року).

## Географія
Село Коршів межує із селами: Черемхів із заходу, Ліски із сходу, Казанів із півдня, через ліс із півночі із Михальковом і Жукотином. Через село проходить залізнична дорога із Коломиї до Івано-Франківська та автомобільна дорога з Івано-Франківська-Коломиї-Черемхова на Обертин-Городенку. В Коршеві розміщено залізничну станцію «Коршів» та автобусну зупинку «Коршів».
Рельєф Коршева має підвищення у вигляді плоских хребтів, окремі горбисті підвищення. В низинах між горбами і хребтами протікають два потоки, які зливаючись на куті Замчисько формують витоки ріки Чорняви. На заході і південному заході села проходить вододіл між басейном річки Дністра та басейном річки Прут.

## Мікротопоніми
В минулих століттях село було поділено географічно і людьми на кути і урощища: Замчисько, Гуля, Ринок, Провали, Чепелиха, Царина, Кугутів, Клебань, Горяни, Ботушани (Перія), Толока, Жолобок, Кружки, Балалайка, Крокошівка, Гуля, Шиберія.
Аналіз і порівняння карт минулого і сучасного свідчить, що основні розгалуження вулиць і доріг за останні 200 років практично не змінились. Сьогодні мережа села Коршів охоплює 18 вулиць і 3 провулки.

## Пам'ятні місця
1. Дерев'яна церква. Побудована у 1840-х роках. Знаходиться у державній власності. Зразок дерев'яної старовинної архітектури Прикарпаття сер. XIX ст.(охоронний № 81414).
2. Будинок колишніх дідичів Кжечуновичів — двір — пам'ятка садово-паркового ансамблю початку XIX століття.
3. Хрест, у пам'ять про скасування панщини 1848 року. Був встановлений біля сільського роздоріжжя і громадського уряду. У 1940 році перенесений на церковне подвір'я.
4. Двоповерховий будинок залізничної станції. Побудований у 1866 році.
5. Частина будівель і сад маєтку колишнього господарства українського лікаря і громадського діяча Коломийщини Зеновія Левицького. Біля саду виявлена мінеральна вода, що є близьким аналогом сірководневих вод знаменитого Мацестинського курорту на Кавказі.
6. Будинок сім'ї коваля Гордійчука з Устечка на Тернопіллі. Сьогодні амбулаторія загальної сімейної медицини. Будова 1909 року.
7. Двоповерховий цегляний будинок Коршівської школи. Будова 1910 року.
8. Цегляний будинок районової молочарні. Будова 1934 року. Сьогодні сільський культурно-мистецький центр.
9. Залізобетонний пам'ятник Львівської кераміко-скульптурної фабрики увіковічнення подій так званої Великої Вітчизняної війни. Встановлено 1969 року на братській могилі перезахоронених тлінних останків фронтовиків. До 30-річчя перемоги у війні пам'ятник було встановлено на оцементований постамент із цегли і виготовлено Стеллу з прізвищами 1612 солдатів, що загинули у бойових діях у Коршеві і сусідніх селах.
10. Пам'ятники доби незалежності України: — Пам'ятний курган із трьохраменним хрестом, плитою з тризубом із мармурової крошки і мачтою з національним прапором. — Пам'ятник Тарасу Шевченку. — Пам'ятний хрест і дві стелли з прізвищами борців за волю України. Встановлено на місці перепоховання праху двох борців за незалежність України, замордованих Коршівським НКВД наприкінці 1940-х років.

## Народилися в Коршеві
- Лободюк Володимир Іванович (2000—2022) — старший лейтенант Збройних сил України, учасник російсько-української війни. Герой України (посмертно).
- Ковальський Еміліан (1844—1898), греко-католицький священик.
- Андріїшин Яків (1855—1910), греко-католицький священик.
- Андріїшин Михайло (1876—1938), греко-католицький священик.
- Дутчак Яків (1887—1948), греко-католицький священик.
- Зеновій Левицький (1865—1943), громадсько-політичний діяч, перший директор повітової лікарні в Коломиї, член Краєвої Ради здоров'я при уряді Австро-Угорщини, директор повітової лічниці Коломийського повіту ЗУНР і польської займанщини (1919—1936). Проводив лікарську практику в Коломиї та селі Коршів. З 1908 на землях парцеляції побудував садибу  і проживав у селі Коршів.
- Запутович Франко Юркович (1891—1970), сотник австрійської армії і УГА. Під час німецької окупації головний інспектор українського шкільництва на Холмщині, Грубешівщині й Підляшші. 1949 року емігрував до Канади.
- Мусійчук Степан Васильович (1894—1952) — відомий літератор і громадський діяч української діаспори, священик УГКЦ в Дітройті (Канада).
- Досин Григорій Дмитрович (1930 р. н.), кандидат геолого-мінералогічних наук, професійно займався вивченням геологічної будови і корисних копалин Українських Карпат і прилеглих територій.
- Коцаба Микола Васильович (1931—2018), один із перших радянських військових льотчиків стратегічної наддалекої авіації із Заходу Української РСР.
- Михайло Дмитрович Милитчук (1937 р. н), адвокат.
- Досин Михайло Миколайович (1944 р. н. — родина з Коршева втратила зв'язок із Михайлом Досиним з серпня 1998 року після виїзду з батьківського дому в Санкт-Петербург), старший науковий співробітник інституту воєнного радіозв'язку, капітан 2 рангу (підполковник).
- Війтенко Іван Дмитрович (1946 р. н.), член Національної спілки письменників України, лауреат літературних премій імені Тараса Мельничука та Леся Гринюка.
- Бойчук Іван Якович (1949 р. н.), головний інженер — заступник начальника НГВУ «Надвірнанафтогаз» ВАТ «Укрнафта», заслужений працівник ВАТ «Укрнафта», член-кореспондент Української нафтової академії.
- Тринога Михайло Іванович (1949 р. н.), заступник керівника апарату уряду РФ — керівник Секретаріату керівника Уряду РФ.
- Андріїшин Михайло Петрович, (1955 р. н.), кандидат технічних наук, доцент, заслужений працівник промисловості України, відмінник нафтогазової галузі;.
- Бойчук Василь Михайлович (1955 р. н.), головний інженер КП «Електроавтотранс» м. Івано-Франківськ, безпосередньо брав участь у становленні з нуля інфраструктури підприємства.
- Андріїшин Іван Петрович (1960 р. н.), директор департаменту агропромислового розвитку облдержадміністрації.
- Михайлишин Любов Іванівна (1963 р. н.), заступник голови Коломийської РДА.
- Федосюк Роман Миколайович (1963 р. н.), доктор медичних наук, доцент, завідувач відділення анестезіології з ліжками для інтенсивної терапії Київської міської клінічної лікарні № 3, головний позаштатний спеціаліст МОЗ України зі спеціальності «Анестезіологія» (2010—2016 рр.).
- Куничак Галина Іванівна (1966 р. н.), кандидат сільськогосподарських наук, старший науковий співробітник, директор Коломийського відділу Прикарпатської державної сільськогосподарської дослідної станції.
- Черкас Іван Михайлович (1967—2015), підполковник міліції, заступник начальника підрозділу органів внутрішніх справ.
- Гультайчук Василь Михайлович (1968 р. н.), підполковник міліції, начальник центру громадських зв'язків управління МВС області, головний спеціаліст із зв'язків із громадськістю та засобами масової інформації УДМС України в Івано-Франківській області.
- Війтенко Дмитро Іванович (1970 р. н.), полковник Служби безпеки України в Чернівцях.
- Миронюк Тарас Васильович (* 1971) — український хоровий диригент, педагог, музикознавець, доктор філософії, магістр богослов'я.
- Війтенко Василь Іванович (1974 р. н.), очолює ряд газовидобувних підприємств Західного регіону України.
- Пасічняк Руслана Федорівна (1974 р. н.), кандидат психологічних наук, доцент.
- Неспляк Оксана Степанівна (1983 р. н.), кандидат біологічних наук, викладач Прикарпатського національного університету імені Василя Стефаника.
- Мосійчук (Семчук) Надія Михайлівна (1983 р. н.), кандидат біологічних наук, викладач, старший лаборант наукової лабораторії Прикарпатського національного університету імені Василя Стефаника.
- 100-літні старожили 3 тисячоліття: Кащук Ганна Петрівна (22.11.1901 — 16.08.2002).
- Коцаба Катерина Андріївна (14.12.1902 — 30.10.2004).
- Коцаба Параска Василівна (27.09.1919 р. н.).

## Дата заснування та походження назви
Перша віднайдена письмова згадка про село Коршів датується 1410 роком. Так записи у Краківському архіві 1410 року (AGAD-Tzw.ML.IV-Syg S-K.96) свідчать про дарування Івану Козені сіл Korssow і Liski в межах «споконвічних границь, які до цих сіл споконвіку належали», що свідчить про обжиті по сусідству поселення Коршів і Ліски ще у княжі часи.
Топонімісти, дослідники минулого Коршева в 70-х роках та народні легенди давали припущення про можливе походження назви села від слова «Коржі», «Корчів», село шляхтича Коршека. Найімовірніше назва села Коршов могла походити від поселення «Коршовъ» із дерев'яним замком у сучасному урочищі «Замчисько» (власне значення «Коршовъ» в староруській мові — двір).

## Історія

### З глибини віків
Віднайдення при будівництві залізниці в 1865 році сокири з міді, а також інших предметів побуту, що відносяться до III—ІІ тис. до н. е. свідчить про перебування на Коршівських теренах трипільців.
У різний час у селі знаходили фрагменти посуду попередніх культур і епох та римські монети (динари) початку нової ери.
У Державний реєстр пам'яток археології Івано-Франківської області внесено наступні археологічні пам'ятки в селі Коршів:
Курганний могильник (південна окраїна села): епоха пам'ятки не визначена.
Багатошарове поселення з трипільською верствою (урочище (Гуля): наземні глинобитні житла були розташовані по 6—7 будівель двома паралельними рядами. У підйомному матеріалі — фрагменти трипільської кераміки і підкарпатської культури шнурової кераміки, крем'яні і сланцеві вироби, у тому числі, шліфовані, подільська група, пізній етап.
Поселення трипільської культури (урочище з західного боку нового сільського кладовища): сліди належать до підкарпатської культури шнурової кераміки, подільська група. У підйомному матеріалі — уламки глиняної обмазки, фрагменти кераміки, крем'яні вироби.
Поселення трипільської культури, (урочище Петруцяки): сліди підкарпатської культури шнурової кераміки, подільська група.
Польська та австрійська займанщини
В матеріалах люстрації за 1469 рік село Коршів належало Руршану Йогану.
Третього березня 1547 року землі Коршева були віддані в оренду Миколі Матвію Васчіковію.
За податковим реєстром 1579 року серед 27 сіл Снятинського ключа були перелічений також Коршів.
В кін. XVI — пер. пол. XVII ст. Коршів належав полковнику королівських військ — Мартину Казановському (1563—1636) своєї родової маєтності. Мартин Казановський мав намір розбудувати село Коршів у містечко свого імені Казанів магдебурзького права. Центр міста, ринок і ратуша були розміщені біля Успенської церкви. Проживання Мартина Казановського за межами Коршева, нищення села татарами та зміцнення тут сільськогосподарського фільварку і занепад ремесла не сприяло розвитку міста шляхтича Казановського.
Після смерті Мартина Казановського землі Коршева перейшли у феодально-шляхетські маєтки Тисменицького (Отинійського) ключа поспілостей Потоцьких: Миколи «Ведмежа лапа», а опісля Станіслава «Ревери», його сину Андрієві (1628—1692) та внукам Станіславу (1659—1683), Юзефу (1673—1751), Станіславу (1698—1760) та Вінценсу (1740—1825). У 1789 році в Коршеві було 665 жителів і 114 селянських господарств. Війтом села був Яків Ковінчук.
З 1825 року землі Коршева належали Кжечуновичам (Христофору, сину Зенону, його вдові Барбарі, а з 1904 року її племіннику Стаху). Кжечуновичі побудували в Коршеві будинок і садибу єдиного архітектурного садово-паркового ансамблю. У 1852 році у Коршеві було 119 господарств та 1300 жителів греко-католиків (українців).
З 1907 року Митрополит Андрій Шептицький викупив землі і господарку дідичів Кжечуновичів у Коршеві. Землі і ліс він віддав під парцеляцію, а будинок, господарський двір із городом — на громадські потреби «Просвіти» і «Сільського господаря».
28 вересня 1891 року у Коршеві зареєстровано москвофільську читальню товариства імені М. Качковського. При цій читальні під кінець століття засновано першу пайову сільську крамницю. Однак москвофільство в Коршеві не набуло широкого поширення.
Начальником громади (війтом) села Коршів у тому часі був Війтенко, а з початком століття Яків Лазаренко.
З початку століття в Коршеві було засновано товариство «Січ» (1906), гурток української «Просвіти» (1908), молочарську спілку, «Касу позичкову і ощадности системи Райфайзена» та господарсько — споживчу спілку «Єдність» (1909), гурток товариства «Сільський господар» (1910).

### Перша світова війна
У вересні 1914 року в числі воїнів 1-го полку УСС були Семчук Дмитро та Марунчак Микола.
У перебігу військових дій село Коршів у вересні 1914 року, у травні 1915 року та червні 1916 року захоплювали російські війська.
У вересні 1914 року в лагер Талергоф, що в Австрії, за українську позицію австрійці інтернували (арештували) пароха с. Коршів о. Августина Левицького.
Під час триразової російської окупації територія села належала до Чернівецької губернії. Окупаційна влада призначила урядником села Печерова, війтом села місцевого Мосійчука Михайла та участковим поліцейського відділку Цтевілюка, а опісля воєнного міліціонера Франца Войташека.
Відступаючи російські війська грабували майно, забирали худобу і коней. Австрійці ж «визволяючи» Коршів мобілізовували чоловіків села до австрійського війська.
З 27 липня 1917 року Коршів перейшов до рук австро-угорських військ. Адміністративне управління знову ж повернулося до поляків.

### Визвольні змагання та друга польська займанщина
З проголошенням ЗУНР з 1 листопада 1918 року в Коломийську українську повітову владу було включено д-ра Зеновія Левицького з Коршева та начальника станції Коршів Володимира Кобринського.
Жителі села Коршів брали участь у національно-визвольних змаганнях 1918—1920 років, забезпечуючи ЗУНР коштами, хлібом та вояками. В коляду 1919 року для українських жовнірів коршівчани зібрали 963 корони в натураліях (по базарних цінах) і 221 корону готівкою.
З 23 травня 1919 року Коршів зайняли румуни, а з другої половини вересня 1919 року їх замінили поляки. В Коршеві було насаджено урядового польського комісара, що підпорядковувався Коломийському старості. Поляки створили Коршівський постерунок поліції і старались полонізувати село.
Як і за Австрії селянин Коршева жив із землі та сплачував обов'язкові платежі і податки. За інвентарними даними 1934 року в Коршеві було 647 селянських господарств, які обробляли 1128 гектарів орної землі та налічувалося 280 коней. В Коршеві урядували війт села Яків Лазаренко, з 1926 року Дутчак Михайло, а з 1933 року солтис (війт) Досин Михайло та громадська Рада.
За десятиліття (1922—1932) з Коршева мігрувало у закордони у пошуках заробітків близько 50 осіб.
23 березня 1933 року було утворено Коршівську гміну з 6 сусідніх сіл. В селі було розміщено гмінний уряд на чолі з поляком А. Ч. Черзановським.
З початку 20-х років у Коршеві стала відроджуватись громадсько-культурна і господарська діяльність: читальня, а згодом товариство «Просвіти» (1923), господарсько-споживча спілка (кооператива) «Єдність» (1924), гуртки товариств "руханкового огневої сторожі «Луг» (1925), «Сільського Господаря» (1926), "пожежно-руханкового «Сокіл» (1928), «Каменярів» та Українського протиалкогольного товариства «Відродження» (1932), «огневої сторожі» (1935), спортивно-юнацького «Пласт» та «Союзу Українок» (1936), кредитно-ощадна кооператива «Ощадність» (1930). Поляки в листопаді 1933 року заснували свою військово-розвідкову організацію «Стжелець».
З кінця 1920-х років вчитель Коршівської школи Рудий Василь організував у Коршеві сільськогосподарську закупівельно-збутову кооперативу. При кооперативі було встановлено також олійницю. Працювали в Коршеві українські приватні крамниці Дмитра Гритчука (з Лісок) та писаря гміни Рудольфа Рикшинського.
1928 року при будинку і городі «Сільського господаря» села Коршів було відкрито першу в Галичині зимову господарську школу і українську насіннєву селекційну станцію.
З кінця 20-х років у Коршеві проводилась агрономічна наука «Хліборобський Вишкіл Молоді» і повітові курси і заходи з покращення продуктивності поля і ферми та курси сільських господинь. Так у різні роки в Коршеві закінчили курси 530 курсантів із Коломийського та інших повітів.
20 жовтня 1928 року в Коршеві відновив роботу сільський молочарський кооператив. В 1935 році в Коршеві було запущено в роботу нову споруду районової молочарні з власним електричним струмом та найсучаснішими машинами.
Заходами народно-драматичного гуртка (керівник Гоменюк Михайло та Бабіїв Дмитро), хорового і музичного гуртка та мандалінового оркестру (керівник Різниченко Дмитро), групи гуцульського балету (керівник Чуперчук Яків) відзначались національні свята, організовувались вистави і концерти, які проводились як у селі так і в селах повіту і місті Коломия.
В 1930-х роках в колишньому маєтку дідичів, саду і парковому ансамблі з алеями, озерцем та альтанками організовувались літні відпочинково-оздоровчі табори для «бідної дітвори 7—14 років міських нуждарів та сиріт». Впродовж літа в Коршеві за дві чотиритижневі зміни оздоровлювалось 120—130 дітей.
З середини 1930-х років у Коршеві існувала підпільна сітка ОУН.

### Радянізація Коршева. Коршів районний центр.
З кінця вересня 1939 року почалась радянізація Коршева. В Коршеві було створено тимчасовий комітет — сільську управу на чолі з Михайлом Годованцем, земельні комісії, сільські комітети та комітети бідноти, заборонено всі національно-культурні та освітньо-господарські товариства і кооперативи. Атеїстам було гарантовано право на «свободу антирелігійної пропаганди і діянь».
Із новою реорганізацією влади з 27 грудня 1939 року у будинку сільського уряду стала діяти Коршівська сільська рада, головою якої було призначено Ясінського Петра та 20 депутатів із членів сількому. 1940 року в 520-ти дворах Коршева проживало 1767 чоловік.
Указом Президії ВР УРСР від 17 січня 1940 року було утворено Коршівський район. В Коршеві почав діяти виконавчий комітет і комітет КП(б)У району та інші служби районної і сільської влади. На перших порах репресивні органи, суд і прокуратура було розміщено в Коломиї, однак незабаром місцем їхнього постою уже ставав Коршів.
Органи Коршівської районної і сільської радянської влади на кожне господарство та кожен гектар ріллі, який був у його користуванні наклала великі обов'язкові державні поставки зерна, молока, м'яса, яєць та інших обов'язкових платежів і державну позику.
18 березня 1941 року в Коршеві було створено сільськогосподарську артіль ім. Паризької комуни.
З початком радянсько-німецької війни в серпні 1941 року Коршів став волосним центром. Волосним старостою був Іван Майданський із Печеніжина, війтом Коршева — Михайло Гритчук. В селі діяв поліційний участок.
Регулярної німецької чи угорської військової частини в Коршеві не стояло.
В кін. 1941 — поч. 1942 року в Коршеві відновив свою діяльність гурток «Сільського Господаря» та ХВМ.
У 1943 році при будинку і городі коршівського «Сільського Господаря» було оголошено набір в однорічну сільськогосподарську школу чоловічу (для господарів) та жіночу (для господинь).
У перебігу війни з Коршева було мобілізовано у німецьку будівельну службу «Баудінст» 28 чоловіків та відправлено остайбайтерами у Німеччину 85 осіб. Згідно переказів родин і односельців та справ репресованих серед членів української дивізії СС «Галичина» було 9 коршівчан.
3 квітня 1944 року до Коршева докотився фронт радянської армії. Напружені бої окремих військових підрозділів у Коршеві і поблизу тривали впродовж квітня-липня 1944 року. В результаті бойових дій у селі весною 1944 року загинули коршівчанки Куничак Анастасія Яківна, Гультайчук Марія Дмитрівна та Коцаба Євдокія Михайлівна. До 18 травня 1944 року із 462 господарств села з Коршева було евакуйовано у Заболотів і його округу 1347 осіб та 34 коні.
В післявоєнні роки складено список 275 фронтовиків, що загинули у бойових діях у Коршеві.
Впродовж року з квітня 1944 по травень 1945 року до лав Червоної армії з Коршева було мобілізовано 166 чоловік. 78 наших односельчан загинуло на фронтах війни. Із фронту повернулись живими 83 чоловіки.
Після генерального наступу з 23 липня фронт Радянської армії перемістився з Коршева на Захід. У селі було швидко відновлено районну довоєнну радянську владу і репресивні органи НКДБ та НКВС.
Тоді ж відновили роботу в Коршеві сільська рада, комісії сільської ради, організовано земельні громади ім. Сталіна та ім. Хрущова. Головами Коршівської сільської ради впродовж діяльності Коршівського району були: з травня 1944 року Ткачук М. В., з вересня 1944 року довоєнний голова Ясінський П. Д., з січня 1948 року Бабіїв М. І., з лютого 1950 року Дутчак В. М., з жовтня 1950 року Семчук М. Ф., з грудня 1950 року Вітенко К. О., з березня 1952 року Марусяк Г. І., з лютого 1953 року Костишин Д. П., з лютого 1954 року Ткачук Д. Я., з жовтня 1956 року Сваричевська С. М., а з березня 1957 року Андріїшин В. М.
З середини січня 1946 року в Коршеві було розміщено гарнізон військової частини № 2264. З числа місцевих чоловіків у селі було сформовано загін «стрибків» районного винищувального батальйону.
З післявоєнних років після добудов на господарстві лікаря Левицького розміщувалась районна лікарня (1945) та тубдиспансер, дільнична лікарня (1959), інфекційна лікарня (1970), обласний дитячий санаторій «Зелений гай» для ортопедично хворих дітей (1978), обласний центр реабілітації дітей з органічними ураженнями центральної нервової системи (2003), обласний пансіонат для соціально незахищених громадян (2004), геріатричний пансіонат (з 2009).
Зразу ж із післявоєнних місяців і років коршівчани з кожного двору були зобов'язані сплатити обовʹязкові платежі і держпоставки зернових, м'яса, яєць, картоплі, виконати трудгужповинність та заготовляти карпатський ліс для промисловості Донбасу, шпал для залізниці та дрова для опалення районних і обласних установ.
Восени 1944 року в Коршеві було відновлено роботу районної МТС та маслозаводу. В травні 1958 року МТС було ліквідовано і на їх базі утворено Коршівську РТС.
З кожним роком розширювали своє виробництво переробні промисли райспоживспілки, збільшувався перелік послуг промкомбінату, амбулаторії, райлікарні і тубдиспансеру.
З перших післявоєнних років у Коршеві проводилась телефонізація, електрифікація і проводова радіофікація житлових і адміністративних будинків. Коршівська дільниця РЕМу і радіовузол обслуговували села Коршівської зони.
Коршівчани чинили пасивний і активний опір радянській владі вступаючи і пітримуючи визвольний рух ОУН — УПА. Органи влади робили все можливе, щоб своєю жорстокістю залякати місцеве населення, членів ОУН та симпатиків підпілля. Серед коршівчан були герої, що жертвували собою заради України.
За українську громадську позицію десятки коршівчан було репресовано. 28 страдників і жертв більшовицького режиму за політичні «злочини» з часом було реабілітовано. Сімʹї Дутчак Євдокії, Попелюка Михайла, Коцаби Михайла, Вітенка Івана, Вітенка Михайла, Досина Івана, Гритчука Федора, Мицака Андрія, Розумного Михайла та інших учасників визвольного руху були вислані у Сибір.
Восени 1948 року на землях довоєнного колгоспу відновила свою діяльність сільськогосподарська артіль ім. Паризької комуни с. Коршева, головою якої короткочасно були Ф. Гритчук, А. Досин, С. Гритчук, І. Мельничук, О. Коцаб'юк.
8 лютого 1950 року було організовано другу Коршівську артіль «Нове життя». Головою цієї артілі був Г. Семчук. До колгоспного рахунку приєднювали землю, інвентар, худобу і коні. Колективізація Коршева передбачала не тільки об'єднання селян у колгоспи, а й ліквідацію хазяйновитих заможних господарів, яких комуністи називали куркулями. У 1950 році бідняцький комітет та сільський актив Коршева «виявив» у Коршеві 20 куркульських господарств. Сімʹї Семчука Івана Миколайовича, Досина Василя Дмитровича, Лазаренка Ілька Яковича, Вітенка Василя Івановича, Гритчука Федора Дмитровича, Семенюка Івана Григоровича, Черкаса Івана Васильовича, Скрипничука Івана Андрійовича, Мізюка Федора Васильовича, Коцаби Василя Федоровича, Бабіїв Ганни Федорівної, Досина Івана Михайловича із цього списку було вивезено у Сибір.
24 грудня 1950 року артілі села Коршів об′єднують. Усі землі села, 1127 гектарів, у тому числі орної 985 гектарів та 475 колгоспних дворів і 798 колгоспників було закріплено за артіллю ім. Паризької комуни. Головою артілі стає І. Гритчук, з 1952 року — М. Жигалюк, з 1955 року — П. Брага.
З 1950-х років поступово збільшувалось поголів'я тваринництва, змінювалась структура посівних площ, розширювався господарський двір і машино-тракторний парк, будуються господарські, складські і тваринницькі приміщення і ферми.
Згідно закону, названого в народі «Про п'ять колосків», були засуджені Мосійчук Марія, Головецький Василь, Куриляк Андрій, Тринога Михайло, Семчук Ганна.

### Коршів— село Отинянського та Коломийського районів.
Указом ПВР УРСР від 11 березня 1959 року було ліквідовано Коршівський район. Коршів стає селом Отинянського, а з 30 грудня 1962 року Коломийського району.
Головою Коршівської сільської ради депутатів трудящих було призначено Василя Ничая, з травня 1960 року Харлампія Ігнатьєва, з листопада 1967 року Василя Андріїшина. 29 травня 1970 року було об'єднано Коршівську і Казанівську, а вскорі і Лісківську сільську раду. Для цих трьох сіл центром сільської ради став Коршів. Головами сільради цього періоду були з липня 1973 року Микола Федосюк, з березня 1981 року Михайло Титик, а під кінець 80-х років — Василь Фреюк.
У 1959 році Коршівську райспоживспілку було реорганізовано у РайПО, а в кінці року об'єднано із Отинійським ССТ. Після зупинки у 1963 році сирцеху, будинок було передано ССТ і з 1977 року відкрито кафе-ресторан «Колос». З початку 80-х років у Коршеві було завершено спеціалізацію крамниць і закладів громадського харчування села.
В результаті реорганізації Коршівського комбінату побутових підприємств (КПП) з 1964 року в селі Коршів почала діяти Коршівська ремонтно-будівельна дільниця Отинянського ККП. З середини 80-х років у селі було введено в експлуатацію новий будинок побуту, який надавав 19 видів послуг.
З 1967 року в Коршеві було організовано дільницю Коломийського міжрайонного управління газового господарства і заправку балонів із зрідженим газом.
Коршівська сільська влада велику увагу приділяла роботі кінофікації, закладів культури і спортивних організацій. В 1951 році в Коршеві було введено в дію новий будинок культури. В грудні 1963 року було утворено Коршівський відділок кінофікації сіл-сусідів.
Коршівський футбольний любительський колектив не раз показував гарну гру і добивався високих результатів у турнірах трудових резервів, спартакіадах і чемпіонатах району і області.
На початку 70-років у Коршеві було заасфальтовано дорогу сполученням Черемхів — Жукотин.
Завдяки великій працелюбності його жителів село Коршів поступово покращувало свій вигляд. Замість низьких дерев'яних будинків у селі уже будується багато добротних будівель і впорядкованих господарств. В оселях з'явились телевізори, газові плити, швейні і пральні машини, холодильники, у декого автомобілі і мотоцикли. Люди почали пристойніше одягатися.
26 жовтня 1958 року з колгоспом села Коршів було об'єднано колгосп «Червона зірка» с. Казанів, 21 серпня 1960 року колгосп ім. Чапаєва с. Ліски і 7 лютого 1974 року колгосп імені Чкалова села Черемхів. З листопада 1958 року колгоспу присвоїли назву «Зоря комунізму». Головами колгоспу «Зоря комунізму» в ряді років були: з листопада 1958 року Брага Петро, з лютого 1960 року Федосюк Микола, з липня 1973 року Палій Дмитро, з травня 1979 року Гуцул Василь, з червня 1981 року Кіш Ігор, з лютого 1985 року Жигалюк Іван.
З середини 60-х років у колгоспі почала проводитися суцільна меліорація земель, механізація виробничих процесів на полі і фермі та хімізація боротьби із бур'янами і шкідниками. У 1983 році коршівський колгосп перейшов на закритий цикл вирощування корів-первісток.
Колгосп у Коршеві був основним балансоутримувачем сільських об'єктів благоустрою та фінансував, організовував та проводив заходи культурного і спортивного дозвілля коршівчан.
Загальна криза колгоспної системи 1980-х років призвела до зниження продуктивності тваринництва, урожайності і валового збору продукції з поля і ферми в коршівському колгоспі.
З проголошенням державного суверенітету України і декомунізації та реформування колгосп «Зоря комунізму» змінював свою вивіску на колгосп «Прикарпаття», спілку селян «Прикарпаття», приватне сільськогосподарське підприємство «Ранок» які в різні роки очолювали з лютого 1995 року Куничак Ярослав, з березня 1996 року Яремко Василь та з березня 2000 року Жигалюк Іван. З початку нового тисячоліття колишній Коршівський колгосп припинив свою діяльність. 

## Релігійне життя
Картограф Боплан у своїй карті Покуття 1650 року відмітив село Коршів із хрестом, що підтверджувало, що Коршів у тому часі мав церкву. Навколо Успенської церкви і засновувалось містечко Казанів шляхтича Мартина Казановського.
У 1840 році біля Успенської церкви було закладено камінь будови нового храму — Успіння Пресвятої Діви Марії і освячено його у березні 1844 року.
Парохами церкви села Коршів із кінця XVIII століття були: 
Іоанн Савіцький (з 1795), 
Олександр Левицький (з січня 1834) 
асистенти пароха коршівчани Яків Андріїшин (з жовтня 1875 по липень 1877) та Еміліан Ковальський (з липня 1877 до кінця 1878), 
Ярослав Майковський (з липня 1892), 
Августин Левицький (з квітня 1893, на час арешту австрійцями у вересні 1914 року — коршівчанин Яків Дутчак, а згодом з 10 жовтня 1914 року по 12 травня 1915 року о. Андріан Зафійовський, 
Володимир Левицький (з липня 1924), 
Василь Залуцький (з березня 1925), 
Іван Козуб (з жовтня 1931), 
Михайло Федорак (з грудня 1962), 
Богдан Лесюк (з грудня 1973).
З березня 1946 року Радянський уряд визнав УГКЦ забороненою. 17 червня 1947 року органи влади зареєстрували церковну раду приходської громади РПЦ с. Коршів.
З метою скорочення церковної мережі 10 червня 1962 року приходи РПЦ сіл Коршева, Лісок і Казанова було об'єднано. Обʹєднана громада стала користуватись тільки одним храмом у Коршеві. На віруючих чинився постійний тиск із метою зменшення впливу церкви, святкування релігійних свят і проведення церковних ритуалів.
З початку 90-х років коршівчани відновили діяльність УГКЦ та проголосили нову православну громаду УАПЦ. Релігійні об'єднання УГКЦ та УАПЦ села Коршів було зареєстровано рішенням Івано-Франківського облвиконкому 27 грудня 1990 року. 15 жовтня 1991 року облвиконком зареєстрував статути релігійних громад УАПЦ та УГКЦ села Коршів, діяльність яких поширюється на село Коршів.
15 жовтня 1991 року облвиконком своїм рішенням надав право релігійним громадам УГКЦ та УАПЦ села Коршів для проведення релігійних обрядів спільно використовувати культову споруду села Коршів — храм Успіння Пресвятої Діви Марії згідно укладених договорів. Священики з громадою УАПЦ відмовились від такого способу користування храмом і одноосібно користуються церковною будівлею.
З часу проголошення і утворення у Коршеві УАПЦ православну конфесію села Коршів обслуговували священики: 
о. Володимир Липко (з 20 червня 1990 року), 
о. Василь Бурак (з вересня 1990 - жовтень 1992), 
о. Олег Федик (з жовтня 1992) 
о. Микола Гелетюк (з листопада 1997 року).
На перших порах Коршівську громаду УГКЦ обслуговували священики із с. Казанів. З часом у Коршів було призначено священиків: 
о. Павла Белзюка (1994), 
о. Івана Церковного (1994—1995), 
о. Руслана Воврика (1995—1996), 
о. Павла Белзюка (1996), 
о. Володимира Попика (1997—1999), 
о. Мирона Тиміва (1999—2000), 
о. Віталія Павлюка (2000—2007), 
о. Михайла Годованця (2007-2023),
о. Василь Катеренюк (з 2023 року)
Існування права на користування культовою спорудою та неспроможність фактично користуватись церковною будівлею зумовили греко-католиків села до захисту своїх прав в українських судах та Європейському Суді з Прав Людини (справа № 9557/04 від 24 лютого 2004 року).
26 листопада 2014 року у с. Коршеві, відбулося освячення хреста та наріжного каменя під будову нового храму Успіння Пресвятої Діви Марії.
У вирі протистоянь і розколів в УАПЦ восени 1997 року в Коршеві було проголошено, а 12 січня 1998 року зареєстровано статут релігійної громади УПЦ (МП) села Коршів. З листопада 1997 року громаду УПЦ МП села Коршів очолив о. Олег Федик.
З 1991 року в Коршеві розпочала свою діяльність Громада Церкви Християн Віри Євангельської. В серпні 2001 року було зареєстровано статут Церкви ХВЄ с. Коршів. Віруючі Церкви побудували в с. Коршів, а в 2005 році освятили будинок молитви.
1 жовтня 2006 року в селі Коршів було зареєстровано релігійну організацію Свідків Єгови села Коршів. Свідки Єгови села організовують свої зібрання в орендованому приміщенні колишнього шкільного інтернату.

## Освітні заклади
У 1844 році при Коршівській церкві діяла парохіяльна школа. У 1853 році у Коршеві було відкрито державну тривіальну школу (лічба, письмо, читання).
Управителями Коршівської школи у XIX столітті були Викторг Верхратський (1863), Влодзімір Стрельбіцький (1874), Генрік Базалі (1894), Семен Арсенич (1900), Дмитро Горбачевський (1908).
З розвитком шкільництва та активної позиції сільської і шкільної управи з 1901 навчального року Коршівська школа стала двокласною, з 1904 року — чотирикласною. У 1910 році у Коршеві було збудовано нове 2-х поверхове приміщення школи.
1910 року було відкрито початкову школу на куті Царина. У 1937 році на Царині було побудовано нову дерев'яну школу. В результаті бойових дій у квітні 1944 року початкова школа на Царині була зруйнована. В післявоєнні роки школа на Царині була відновлена в будинках односельців: Бабіїва Василя, Марусяка Дмитра, а потім репресованого Коцаби Василя. Початкова школа на Царині діяла до першої половини 80-х років.
В березні 1925 року в Коршеві було зареєстровано гурток «Рідної школи». З 1926 року Коршівська школа стає шестикласовою, а з 1932 року — ІІІ ступеня — семикласовою і 7 учительських силах.
З 1933 року Коршівська школа стала двомовною, а практично з польською мовою навчання. Директором школи стає сполонізований Михайло Клюсік із Сопова.
З початком радянсько-російської окупації з жовтня 1939 року в Коршеві було налагоджено роботу радянської школи. Директором школи до його арешту у липні 1940 року був Василь Ніньовський. З січня 1940 року Коршівська школа почала навчати за програмою семирічки — неповної середньої школи. Гостра нестача учительських кадрів вирішувалась шляхом направлення вчителів зі Сходу
З початком війни школа в Коршеві стала пронімецькою і перетворена на ступеневу «народну», яку очолив Гнат Загребний.
З післявоєнних років Коршівська неповна середня школа розгорнула свою роботу на засадах радянської концепції освіти і дедалі більше політизувалася. Директорами школи в Коршеві різні були: з серпня 1944 року Туркманович Анізія, з вересня 1944 року Вербецький Василь, з вересня 1951 року Яцина Дмитро, з січня 1953 року Четвертушка Ольга, з липня 1953 року Гулій Іван, з жовтня 1963 року Старча Георгій, з лютого 1971 року Романюк Степан, з вересня 1978 року Когуч Святослав, з вересня 1997 року Іваничук Василь.
З вересня 1945 року школа в Коршеві стає середньою.
З 1946 року в Коршеві працювала вечірня школа навчання робітничої молоді. Директорами цієї школи в різні роки були: Чернявська, Руденко, В. М. Мельник, Л. О. Фрик, В. А. Лукащук, Я. В. Ясінський. З 1979 року при Коршівській школі було відкрито Коршівський консультпункт Коломийської заочної середньої школи для працюючої молоді на чолі із завідувачем С. Ф. Костюком.
У Коршівській школі у 1950 році навчалось 467 учнів, 1970 році — 564 учні. Впродовж перших післявоєнних десятиліть у Коршеві була проблема шкільних приміщень.
У 1985 році в селі Коршів була збудована нова триповерхова школа. У цій школі у 1991 році навчалось 634 учні, 2001 році — 621 учень, а на початок 2018 навчального року 429 учнів.
За час свого існування Коршівська середня школа випустила 2306 випускників середньої школи, 72 золотих медалістів, 37 срібних медалістів. 14 випускників школи є кандидатами наук.
Формування всебічно розвинутої особистості, яка поєднує емоційно-духовні та інтелектуально-дійові якості дітей здійснюється через музичне виховання у Коршівській музичній школі.
24 травня 1959 року на базу колишньої РТС та адміністративних районних будинків у Коршів перебазовують училище з Калуша. Тоді ж воно дістало назву Коршівського училища механізації сільського господарства № 2 (УМСГ-2). В подальшому училище в Коршеві змінювало свою назву і нумерацію: з січня 1964 року СПТУ № 5, з листопада 1966 року СПТУ № 14, з листопада 1969 року СПТУ № 2, з вересня 1976 року ССПТУ № 2, з серпня 1984 року СПТУ № 32, з січня 1995 року ПТУ № 32. З січня 2011 року правонаступником училища є Державний навчальний заклад «Коршівський професійний аграрний ліцей».
Навчальний заклад впродовж років своєї діяльності в Коршеві очолювали: з травня 1959 року Титаренко Володимир, з квітня 1969 року Тарантюк Степан, з серпня 1969 року Гулик Василь, з грудня 1983 року Лазорко Роман, з серпня 1985 року Вітенко Дмитро, з березня 1991 року Тринощук Михайло, з грудня 2011 року Іваночко Оксана.
Контингент учнів, що навчались в училищі в різні роки становив: у 1960 році — 382 учні, 1970 році — 727 учнів, 1980 році — 622 учні, 1990 році — 779 учнів, 2000 році — 351 учень, 2010 році — 384 учні.
Для організації навчального і підсобного господарств у березні 1961 року Коршівському УМСГ № 2 було передано в постійне користування 182 гектари земель колгоспу «Зоря комунізму».
З початку нового тисячоліття навчальний заклад крім спеціалістів для сільського господарства почав здійснювати підготовку спеціалістів для потреб транспорту, громадського харчування та сфери обслуговування.
Задля покращення умов навчання і проживання учнів у Коршеві було введено в експлуатацію новий навчально-побутовий корпус (1976), 5-ти поверховий (1977) та два 4-ри поверхові гуртожитки (1987 та 1989).
Впродовж років навчальний заклад здійснив підготовку понад 18 тисяч спеціалістів.
Навчальний заклад забезпечений кваліфікованими педагогічним працівниками. Тут створена і постійно поповнюється навчально-виробнича база усіх спеціальностей, по яких здійснюється підготовка учнів.

## Коршів у добу незалежності
З кін. 1980-х — поч. 1990-х років коршівчани брали активну участь у численних заходах і вічах національно-патріотичних організацій і рухів.
26 листопада 1989 року в Коршеві було зареєстровано осередок Товариства української мови ім. Т. Шевченка.
В травні 1991 року сільські активісти РУХу на шестиметровій щоглі біля сільського роздоріжжя встановили національний синьо-жовтий прапор. На референдумі 1 грудня 1991 року із 1654 виборців по списку 1624 особи (99,8 %) відповіли «Так» незалежності України і 3 особи відповіли «Ні».
В четвер 3 грудня 1992 року релігійною громадою УАПЦ села Коршів біля сільського роздоріжжя було освячено пам'ятний курган і трьохраменний православний хрест.
В неділю 6 грудня 1992 року громадою УГКЦ в Коршеві було урочисто освячено пам'ятник Тарасу Шевченку.
В неділю 20 грудня 1992 року громадою УГКЦ в Коршеві було урочисто перепоховано двох повстанців відкопаних неподалік колишнього Коршівського КПЗ і НКВД та встановлено на могилі пам'ятний хрест і стелу з прізвищами полеглих і репресованих учасників підпілля ОУН Коршівської округи.
23 грудня 1993 року в Коршеві запалили голубий вогник перших чотири житлових будинки. На сьогодні у Коршеві газифіковано майже 750 господарств.
Громадське і політичне життя села традиційно набуває гостроти напередодні виборів Президента України та депутатів Верховної Ради і місцевих рад. Низинних осередків політичних партій у Коршеві не було.
В новітній період історії Коршева головами сільської ради були обрані: Лазаренко Богдан Михайлович (27 березня 1994 року), Вітенко Дмитро Васильович (29 березня 1998 року), Пижук Михайло Андрійович (31 березня 2002 року, 26 березня 2006 року, 31 жовтня 2010 року та 25 жовтня 2015 року). На виборах 23 грудня 2018 року головою Коршівської ОТГ було обрано Савчука Ярослава Богдановича з Лісок.
Впродовж 2008—2010 років завдяки фінансуванню Коршівської громади, коштів фонду соціальних інвестицій мікропроектів та державного фінансування було проведено реконструкцію будинку побуту під дошкільний дитячий заклад «Малятко» на три групи малюків.
В Коршеві діє відділення Укрпошти та «Нової пошти», філіал державного Ощадбанку, АТС Коломийського відділку Укртелеком, виробнича дільниця № 3 філії Коломийського РЕМ, амбулаторія загальної практики сімейної медицини, геріатричний пансіонат.
Літом 2010 року село Коршів урочисто відсвяткувало свій 600-літній ювілей першої писемної згадки. До цього ювілею Досин Григорій, що проживає у Львові видав 200-сторінковий ілюстрований історико-краєзнавчий нарис «Коршів», а у 2018 році Бойчук Федір надрукував 900-сторінковий ілюстрований історико-краєзнавчий нарис «Коршеву — 600…».
З метою самозабезпечення роботою та розвитку інфраструктури села Коршів ряд коршівських підприємливих людей надають послуги у сфері торгівлі, транспорту, виготовлення і реалізації столярної і меблевої продукції, стоматологічного кабінету, перукарні, кравецького ательє, шевської майстерні, технічного обслуговування автомобілів, пилорами, зварювальних, сантехнічних, будівельних і опоряджувальних робіт. Є в селі заклади і приміщення де можна провести дозвілля і весілля.
З грудня 2004 року коршівський хліб підприємця Семчука В. І. споживають жителі ближньої і дальшої коршівської округи.
В квітні 2014 року в с. Коршів було відкрито підрозділ місцевої пожежної команди.
В числі лідерів і членом президії клубу виноградарів Прикарпаття є Гайдук Степан Антонович, який на своїм городі біля хати вирощує з метою випробування і селекції біля 160 сортів винограду.
З початку 2017 року в Коршеві було організовано роботу комунального підприємства.
В Коршеві завершуються роботи з пуску очисних споруд.
З метою всебічного розвитку дитини і дорослої людини та популяризації здорового способу життя в Коршеві працює спортивне товариство і атлетичний зал «Атлант» (2014), спеціалізована спортивна школа з футболу (2015), спортивний майданчик із штучним покриттям (2018).
Для покращення благоустрою села і дорожньої інфраструктури, пожвавлення спортивного життя і дозвілля в Коршеві з 2010 року було зорганізовано фінансування і роботу спілки підприємців, а з 2014 року благодійних організацій «Коршів-Автодор» і «Небайдужість».
Візитною карткою села є впорядкований ставок із острівцем і катамараном у центрі села.
У 2020 р. відкрили сучасну амбулаторію загальної практики сімейної медицини.
Захищали Українську незалежність у складі бійців АТО (ООС) 14 коршівчан.

## Історія
Згадується 12 лютого 1448 року в книгах галицького суду.
У 1905—1939 Товариство Вакаційних Осель під патронатом митрополита Андрея Шептицького у Коршеві організувало літні дитячі табори («півоселі [Архівовано 6 грудня 2013 у Wayback Machine.]»). У 1934—1939 рр. село було адміністративним центром ґміни Коршув, наступні 20 років — Коршівського району з усіма атрибутами радянських репресивних органів. 22 березня 1945 року сотня УПА Спартана оволоділа Коршевом і трьома вибухами висадила тюрму в повітря.

## Сьогодення
В селі організували спілку підприємців, яка силами небайдужих мешканців покращує облаштування села, сприяє його розвитку та дбає про культурний розвиток молоді.